# Alte Feste
Alte Feste (lett. "vecchia fortezza") è una fortezza e un museo che si trova a Windhoek, la capitale della Namibia.

## Storia

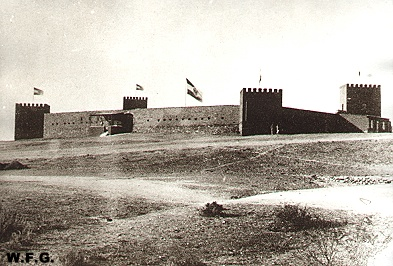
L'Alte Feste nel 1891

L'edificio fu progettato dal capitano Curt von François come quartier generale della Schutztruppe, la forza militare coloniale dell'Impero tedesco, durante la colonizzazione dell'Africa sud-occidentale. La posizione di Windhoek, all'epoca deserta e completamente distrutta, fu scelta perché i tedeschi ritenevano che avrebbe costituito una zona cuscinetto tra le tribù Nama e Herero, ma il forte non venne mai coinvolto in alcuna azione militare.
L'Alte Feste è uno degli edifici più antichi di Windhoek e risale al 1890. L'edificio è stato fin dall'inizio oggetto di numerosi rimaneggiamenti e ha raggiunto la configurazione definitiva solo nel 1915, con un cortile interno circondato da alte mura e quattro torri e degli alloggi per le truppe all'interno. 
Dopo la resa tedesca nella Prima guerra mondiale, la città fu occupata dall'esercito sudafricano nel marzo 1915 e l'Alte Feste divenne il quartier generale militare delle truppe dell'Unione Sudafricana.
Nel 1935 il forte venne utilizzato venne convertito in un dormitorio per la vicina Windhoek High School e dal 1990, a seguito dell'indipendenza della Namibia, ospita la sezione storica del Museo nazionale della Namibia.
Dal 2014 è chiuso per lavori di ristrutturazione.